# NGC 887
 NGC 887 ist eine Balken-Spiralgalaxie vom Hubble-Typ SBc im Sternbild Walfisch südlich des Himmelsäquators. Sie ist schätzungsweise 191 Millionen Lichtjahre von der Milchstraße entfernt und hat einen Durchmesser von etwa 115.000 Lj.
Im selben Himmelsareal befindet sich u. a. die Galaxie NGC 902.
Das Objekt am wurde am 30. Dezember 1785 von William Herschel entdeckt.